# Acrobasis albirenalis
Acrobasis albirenalis is een vlinder uit de familie van de snuitmotten (Pyralidae). De wetenschappelijke naam van deze soort is voor het eerst voorgesteld als Rhodophaea albirenalis door George Francis Hampson in een publicatie uit 1908.
De soort komt voor op Sri Lanka.